# Mimosa eriocarpa
Mimosa eriocarpa är en ärtväxtart som beskrevs av George Bentham. Mimosa eriocarpa ingår i släktet mimosor, och familjen ärtväxter. Inga underarter finns listade i Catalogue of Life.